# Уотли, Джейсон
Джейсон Эрик Уотли (англ. Jason Eric Whateley; род. 18 ноября 1990, Сейл, Австралия) — австралийский боксёр-профессионал, выступающий в первой тяжёлой весовой категории. Участник Олимпийских игр (2016), серебряный призёр Игр Содружества (2018), двукратный серебряный призёр чемпионата Океании (2015, 2017), многократный победитель и призёр международных соревнований и национального первенств в любителях.
Среди профессионалов действующий чемпион Тихоокеанского региона по версии IBF Pan Pacific (2022—н. в.), и бывший чемпион Австралазии по версиям IBF Australasian (2021—2022) и WBF Australasian (2019—2022), чемпион Австралии (2019—2021), чемпион Австралийского штат Виктории (2019—2021) в 1-м тяжёлом весе.
Лучшая позиция по рейтингу BoxRec — 31-я (апрель 2021) и являлся 2-м среди австралийских боксёров (после Джея Опетая) первой тяжёлой весовой категории, а по рейтингам основных международных боксёрских организаций занял: 10-ю строчку рейтинга IBF, — входя в ТОП-40 лучших боксёров первого тяжёлого веса всей планеты.

## Биография
Родился 18 ноября 1990 года в городе Сейл, Австралия.

## Любительская карьера
В октябре 2013 года участвовал в чемпионате мира в Алма-Ате (Казахстан), но в первом же раунде соревнований проиграл по очкам хорватскому боксёру Марко Чаличу.

### Олимпийские игры 2016 года
В марте 2016 года на Олимпийском квалификационном турнире Азии и Океании в Цяньане (Китай), представляя Австралию в тяжёлом весе (до 91 кг), в полуфинале по очкам проиграл узбекскому боксёру Рустаму Тулаганову, но в борьбе за третье место по очкам победил таджикского боксёра Джахона Курбанова и прошёл квалификацию на Олимпиаду 2016 года.
И в августе 2016 года на Олимпийских играх в Рио-де-Жанейро (Бразилия), в первом же раунде соревнований потерпел поражение со счётом 0:3 от опытного бразильца Жуана Ногейра.

### 2017—2018 годы
В августе 2017 года вновь участвовал в чемпионате мира в Гамбурге (Германия), где в 1/8 финала в конкурентном бою победил по очкам (3:2) индуса Сумита Сангвана, но в четвертьфинале проиграл по очкам (0:5) казахстанцу Василию Левиту.
В апреле 2018 года стал серебряным призёром Игр Содружества в Голд-Косте, пробившись в финал, но там уступив по очкам опытному новозеландцу Дэвиду Ньику — который в итоге стал чемпионом Игр Содружества 2018 в весе до 91 кг.

## Профессиональная карьера
7 сентября 2018 года дебютировал на профессиональном ринге, в 6-раундовом бою победив единогласным решением судей (счёт: 60-54, 59-55, 60-54) своего соотечественника Навоса Иоата (5-1).
29 октября 2022 года в Закопане (Польша), в бою за статус обязательного претендента на титул чемпиона мира по версии IBF в 1-м тяжёлом весе, единогласным решением судей (счёт: 110-117, 109-118, 108-119) проиграл опытному поляку Матеушу Мастернаку (46-5).

## Статистика профессиональных боёв
В таблице перечислены результаты всех поединков боксёров.
В каждой строке указан результат поединка. Дополнительно номер поединка обозначен цветом, который обозначает итог поединка. Расшифровка обозначений и цветов представлена в нижеследующей таблице.
| Пример | Расшифровка                     |
| ------ | ------------------------------- |
|        | Победа                          |
|        | Ничья                           |
|        | Поражение                       |
|        | Планируемый поединок            |
|        | Поединок признан несостоявшимся |
| КО     | Нокаут                          |
| ТКО    | Технический нокаут              |
| PTS    | Решение судей (по очкам)        |
| UD     | Единогласное решение судей      |
| MD     | Решение большинства судей       |
| SD     | Раздельное решение судей        |
| RTD    | Отказ от продолжения боя        |
| DQ     | Дисквалификация                 |
| NC     | Поединок признан несостоявшимся |

| 11 поединков, 10 побед (9 нокаутом), 1 поражение. | 11 поединков, 10 побед (9 нокаутом), 1 поражение. | 11 поединков, 10 побед (9 нокаутом), 1 поражение. | 11 поединков, 10 побед (9 нокаутом), 1 поражение. | 11 поединков, 10 побед (9 нокаутом), 1 поражение.                     | 11 поединков, 10 побед (9 нокаутом), 1 поражение. | 11 поединков, 10 побед (9 нокаутом), 1 поражение.                                                                                 |
| Бой                                               | Рекорд                                            | Дата боя                                          | Соперник                                          | Место проведения боя                                                  | Раундов, время                                    | Дополнительно |
| ------------------------------------------------- | ------------------------------------------------- | ------------------------------------------------- | ------------------------------------------------- | --------------------------------------------------------------------- | ------------------------------------------------- | --- |
| 11                                                | 10-1                                              | 29 октября 2022                                   | Матеуш Мастернак (46-5)                           | Nosalowy Dwór, Закопане, Польша                                       | UD 12 (12)                                        | Счёт: 110-117, 109-118, 108-119. Бой за статус обязательного претендента на титул чемпиона мира по версии IBF в 1-м тяжёлом весе. |
| 10                                                | 10-0                                              | 13 апреля 2022                                    | Савенака Налива (14-3-1)                          | Мюзик-холл Фортитьюд, Долина Фортитьюд, Брисбен, Квинсленд, Австралия | KO 2 (10), 0:32                                   | Завоевал вакантный титул чемпиона Тихоокеанского региона по версии IBF Pan Pacific в 1-м тяжёлом весе.                            |
| 9                                                 | 9-0                                               | 16 июня 2021                                      | Виктор Оганов (2) (32-8)                          | Международный конгресс-центр, Сидней, Новый Южный Уэльс, Австралия    | TKO 4 (6), 2:03                                   | |
| 8                                                 | 8-0                                               | 17 апреля 2021                                    | Аарон Расселл (13-6)                              | Джелонг Арена, Джелонг, Виктория, Австралия                           | TKO 8 (10), 0:58                                  | Завоевал титул чемпиона по версии IBF Australasian (1-я защита Рассела) в 1-м тяжёлом весе.                                       |
| 7                                                 | 7-0                                               | 14 декабря 2019                                   | Дэниел Рассел (7-1-2)                             | The Timber Yard, Мельбурнский порт, Виктория, Австралия               | TKO 1 (10), 1:11                                  | Завоевал титул чемпиона Австралии (1-я защита Рассела) в 1-м тяжёлом весе.                                                        |
| 6                                                 | 6-0                                               | 12 октября 2019                                   | Алехандро Эмилио Валори (24-15)                   | Aquatic & Recreation Centre, Бэрнсдейл, Виктория, Австралия           | KO 2 (8), 2:20                                    | |
| 5                                                 | 5-0                                               | 1 июня 2019                                       | Виктор Оганов (32-6)                              | The Timber Yard, Мельбурнский порт, Виктория, Австралия               | TKO 6 (8), 0:45                                   | Завоевал титул чемпиона Австралийского штат Виктории в 1-м тяжёлом весе.                                                          |
| 4                                                 | 4-0                                               | 27 апреля 2019                                    | Филимони Налива мл. (5-0)                         | Whitehorse Club, Восточный Бурвуд, Мельбурн, Виктория, Австралия      | KO 1 (8), 0:51                                    | Завоевал вакантный титул чемпиона по версии WBF Australasian в 1-м тяжёлом весе.                                                  |
| 3                                                 | 3-0                                               | 23 марта 2019                                     | Джонаса Кавика (3-1)                              | The Timber Yard, Мельбурнский порт, Виктория, Австралия               | KO 2 (8), 2:09                                    | |
| 2                                                 | 2-0                                               | 14 декабря 2018                                   | Харджиндер Сингх (2-6)                            | The Melbourne Pavilion, Флемингтон, Мельбурн, Виктория, Австралия     | TKO 3 (6), 1:49                                   | |
| 1                                                 | 1-0                                               | 7 сентября 2018                                   | Навоса Иоата (5-1)                                | The Melbourne Pavilion, Флемингтон, Мельбурн, Виктория, Австралия     | UD 6 (6)                                          | Счёт: 59-55, 60-54 (дважды). Профессиональный дебют.                                                                              |